# Lipová alej (Písek)
Lipová alej je ulice v Písku na Budějovickém Předměstí. Začíná navázáním na ulici Na Pakšovce a vede kolem celého bloku. V severní části ulice navazuje na ulici Klostermannova a kříží se s ulicí Švantlova. V jižní části se kříží s ulicí Baarova. Na této ulici najdeme soukromou vysokou uměleckou školu, Filmovou akademii Miroslava Ondříčka s bakalářským a navazujícím magisterským studijním programem.

## Historie
V sedmdesátých letech 20. století se v místě Lipové aleje rozkládal široký močál, kolem něhož vedla pěšina směrem k nádraží. Po dřevěné lávce se zde přecházel Mehelnický potok. V roce 1785 byla otevřena dráha Rakovnicko - protivínská a hlavní nádraží a tak bylo nutné vybudovat chodník od Švantlova dvora. Močál byl tedy zasypán a přes něj byla zřízena cesta. Karel Knapp a jeho studenti lesnické školy v roce 1885 vysadil na návoz lípy. To bylo na podnět radního Aloise Pakše a po něm byla tato promenáda pojmenována Pakšovka. Později se název přenesl na kopec osázený ovocnými stromy, také na Pakešův popud a aleji se začalo říkat Na Lipovce. Cesta byla od roku 1903 osvětlena elektrickými lampami. Na počest JUDr. Augusta Zátky, menšinového pracovníka, který měl zásluhu na vítězství Čechů v obecních volbách v Českých Budějovicích proti německé vládnoucí menšině, se obecní výbor dne 29. listopadu 1906 rozhodl o přejmenování na ulici Zátkova alej. Tento název přetrval půl století. Městský národní výbor v roce 1973 zrušil pojmenování Zátkova alej a změnil je na Lipová alej.
V roce 1932 tu byl postaven první rodinný domek. V letech 1956-1967 se zde začaly budovat svépomocí další rodinné vilky. Panelové domy na západní straně ulice byly postaveny v letech 1970-1972.